# Сарнов, Давид Абрамович
Давид Абрамович Сарнов (англ. David Sarnoff; 27 февраля 1891 — 12 декабря 1971) — американский связист и бизнесмен, один из основателей радио- и телевещания в США.

## Биография
Родился 27 февраля 1891 года в еврейской семье Абрама и Лии Сарновых в городке Узляны Игуменского уезда Минской губернии Российской империи (ныне деревня в Пуховичском районе Минской области Белоруссии). В 1900 году вместе с отцом переехал в США.
С 1902 года Давид был уличным продавцом газет. В 15-летнем возрасте получил работу посыльного в «Commercial Cable Company», изучил азбуку Морзе и в 1906 году поступил на работу телеграфистом в «Marconi Wireless Telegraph Company of America» (Нью-Йорк).
14 апреля 1912 года принял радиотелеграмму о крушении лайнера «Титаник» в Атлантике и трое суток поддерживал связь со спасателями, проводившими поиск пассажиров с затонувшего парохода. . В результате этого завоевал большую популярность, быстро продвигался по службе и вскоре стал инструктором, затем помощником главного инженера и коммерческим директором компании. Первым высказал идею создания коммерческого радиоприёмника.
С 1919 года работал в корпорации по производству радиоэлектронной аппаратуры RCA, с 1922 года — её вице-президент, с 1930 года — президент, в 1947—1970 годах — председатель совета директоров. В 1926 году основал «Национальную радиовещательную компанию» (NBC). С начала 1920-х годов являлся советником десяти президентов США. В 1928 году создал экспериментальную телестанцию. В это же время в 1928 году познакомились Давид Сарнофф и молодой изобретатель Владимир Зворыкин. Это знакомство можно считать историческим, ведь оно привело к созданию электронного телевидения.
Во время Второй мировой войны служил консультантом по вопросам коммуникации при генерале Дуайте Эйзенхауэре, получил звание бригадного генерала.
Созданная в середине 1930-х годов система широкополосного разложения электронного луча на кинескопы позволила американским зрителям перейти в эпоху цветного телевидения. В июле 1931 года на главном небоскрёбе Американского континента — Эмпайр-Стейт-Билдинг в Нью-Йорке — около 300 опытных связистов установили телепередатчики вещания RCA. Давид Сарнов организовал регулярное телевещание в США с 1939 года. Под его руководством была создана система широкополосного разложения цветного телевидения, совместимая с чёрно-белой (1949), сделана запись телепередачи видеомагнитофоном (1956), а в июле 1959 года созданный Сарновым канал NBC транслировал телевизионное изображение встречи Никиты Хрущёва и Ричарда Никсона в парке Сокольники в Москве.
Позднее журналисты NBC опубликуют фотографию рукопожатия Хрущёва и Никсона в главном выставочном зале Сокольников в статье в газете New York Times под названием «Догнать и перегнать Америку!», которая прославит Сарнова впоследствии. Сарновым снят первый телевизионный художественный видеофильм (1964). Президент США Линдон Джонсон, знавший его многие годы, сказал в 1964 году: «Никто лучше не демонстрирует гениальность американской системы. Его рост от мальчишки-иммигранта до руководителя государственного масштаба — это исключительный и одновременно вдохновляющий рекорд».
Участвовал в создании систем космической связи, компьютеризации США.
В 1917 году Сарнов женился на Лизетте Эрман, которая жила по соседству. У пары было трое сыновей. Старший сын Роберт Сарнофф (1918–1997) сменил своего отца во главе RCA в 1970 году.
Умер 12 декабря 1971 года. Похоронен в мавзолее на кладбище Кенсико в Валхалле, невключённой территории  в границах города Маунт-Плезант в штате Нью-Йорк.

## Признание и награды
- Получил звание бригадного генерала армии США в 1944 году за заслуги в организации военной связи;
- Являлся почётным доктором Колумбийского, Нью-Йоркского и других университетов;
- В 1953 году получил Медаль основателей IRE.

## Память
Международный институт инженеров-электриков в 1959 году учредил премию его имени за достижения в области электроники.